# 주홍글씨 (1995년 영화)
《주홍글씨》(The Scarlet Letter)는 미국에서 제작된 롤랑 조페 감독의 1995년 드라마, 멜로/로맨스 영화이다. 데미 무어 등이 주연으로 출연하였고 앤드류 G. 바나 등이 제작에 참여하였다.

## 출연

### 주연
- 데미 무어
- 게리 올드만
- 로버트 듀발

### 조연
- 리사 졸리프-앤도
- 에드워드 하드윅
- 로버트 프로스키
- 로이 도트라이스
- 조안 플로라이트
- 말콤 스토리
- 제임스 베어덴
- 에이미 라이트
- 조지 아귈라
- 팀 우드워드
- 조엔 그렉슨
- 다나 아이비
- 다이안 샐린저
- 프랜시 스위프트
- 쉘던 피터스 울프차일드
- 에릭 슈웨이그
- 크리스틴 페어리
- 사라 캠벨

## 기타
- 협력프로듀서: 조나단 코닉
- 미술: 로이 워커
- 배역: 엘리자베스 로스틱
- 배역: 프리실라 존